# Jean-Pierre-Xavier Bidauld
Pour les articles homonymes, voir Bidauld.

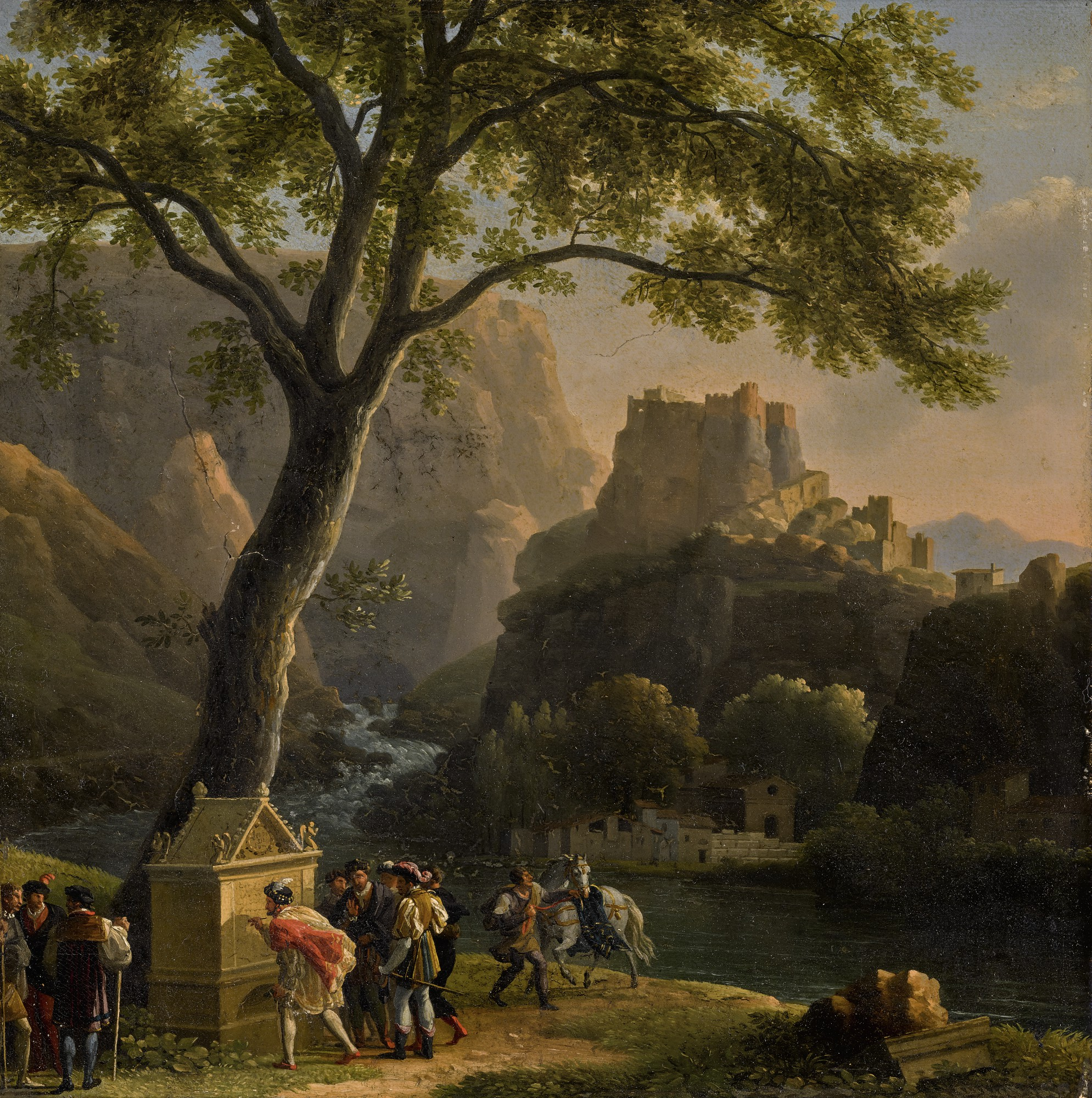
Peinture peinte vers 1803 de Jean-Joseph-Xavier - François Ier à la fontaine de Vaucluse

Jean-Pierre-Xavier Bidault, né à Carpentras le 30 juin 1745, mort à Lyon le 1er novembre 1813., est un artiste-peintre, dessinateur et graveur français

## Biographie
Jean-Pierre-Xavier Bidault est l'aîné des trois fils de Jean-Baptiste Bidault et d’Angélique Raymond. Ses frères, également peintres sont Jean-Joseph-Xavier Bidault (1758-1846) et Joseph-Pierre-Henri Bidault (1760-1812). Jean-Pierre-Xavier se spécialise dans la peinture de genre, les animaux, les paysages, les natures mortes et sera même graveur. Il se fixe à Lyon à 19 ans, en 1762. À cette époque, l’industrie florissante de la soie attire de nombreux artistes de nature morte à Lyon.
En 1860, l'orthographe de son nom de famille a été modifié de Bidault à Bidauld.

### Formation
Jean-Pierre-Xavier Bidault est l'élève de Philippe Sauvan (1698-1789), peintre d’histoire, de compositions religieuses, de portraits, mais aussi graveur et dessinateur. Plus tard, Jean-Jacques de Boissieu lui enseigne à Lyon la gravure à l'eau-forte, qu'il réutilisera, notamment pour des vues de Lyon).

### Carrière
Jean-Pierre-Xavier Bidault était peintre, dessinateur et graveur. Il se fait connaître à Lyon en peignant des natures mortes dans un hôtel particulier. Son travail lui vault l’éloge du sculpteur du roi Julien et de Jean-Jacques de Boissieu. L’intendant de Terray lui commande les premières vue de Lyon et devient son protecteur. Entre autres, il grave à l’eau-forte et au burin des paysages, notamment des vues de Lyon (qui sont les premières vues de Lyon commandés par l’intendant Terray). Il peint aussi des oiseaux, des natures mortes et des fleurs. Cependant, il privilégie tout de même la peinture d’histoire naturelle. Il signe ses œuvres "J.-P.-X. Bidault" ou "Jean-Pierre-Xavier Bidault". 
Il expose au Salon de Lyon en 1786, où il présente La cascade de Tivoli, 4 natures mortes et 2 dessins de paysage, puis aux Salons de Paris en 1802, 1806, 1808 et 1810, où il met en avant des paysages, des effets de clairs de lune, des fleurs et des oiseaux morts.
Jean-Pierre-Xavier Bidault s'inscrit dans le courant du védutisme, un courant basé sur la recherche de perspectives dans des représentations de paysages. Il est aussi un graveur lyonnais qui assiste aux événements révolutionnaires, il montre tout cela dans un dessin inachevé, la Démolition des façades de Bellecour. On dira qu'il fera partie de l'univers visuel pré-révolutionnaire.

### Mariages et descendance
Jean-Pierre-Xavier Bidault se marie en premières noces le 3 juillet 1767 à Carpentras, avec Marie Cucumel (†1771, parfois nommée Calomet), originaire du diocèse de Belley dont il a trois enfants. Veuf, il se remarie en secondes noces le 3 mars 1772 à Lyon avec Marie Gayet (†1793), fille d'un marchand-fabricant. En troisièmes noces, il s'unit le 5 pluviôse an V (24 janvier 1797) à Lyon à la brodeuse Philiberte Souton (1766-1843) qui lui donne quatre enfants dont
- Marguerite-Rosalie dite Zélie (1798-1876),
- Jean-Louis, père du peintre Henri Bidauld (1839-1898)[2].

À sa mort, le 1er novembre 1813, il laisse trois enfants : la plus connue est sa fille Rosalie Bidauld née le 21 frimaire an VII (1798), mariée au chimiste Jean-Baptiste Guimet.

## Œuvres et style
Jean-Pierre Xavier Bidault commence à se faire connaître avec des peintures de nature morte et privilégie à ces début la peinture d’histoire naturelle. Cependant, il devient davantage connu et sollicité à l’époque pour ces représentations architecturales de Lyon, gravées à l’eau forte et au burin. Ses premières représentations de vues de Lyon sont sous la commande de l’intendant Terray. Il finira alors par en faire sa spécialité en répondant à diverses commandes privées d’illustrations architecturales (comme pour Façade des bâtiments de Mr. Rigod de Terrebasse du côté du Rhône, commandé par Mr. Rigod).

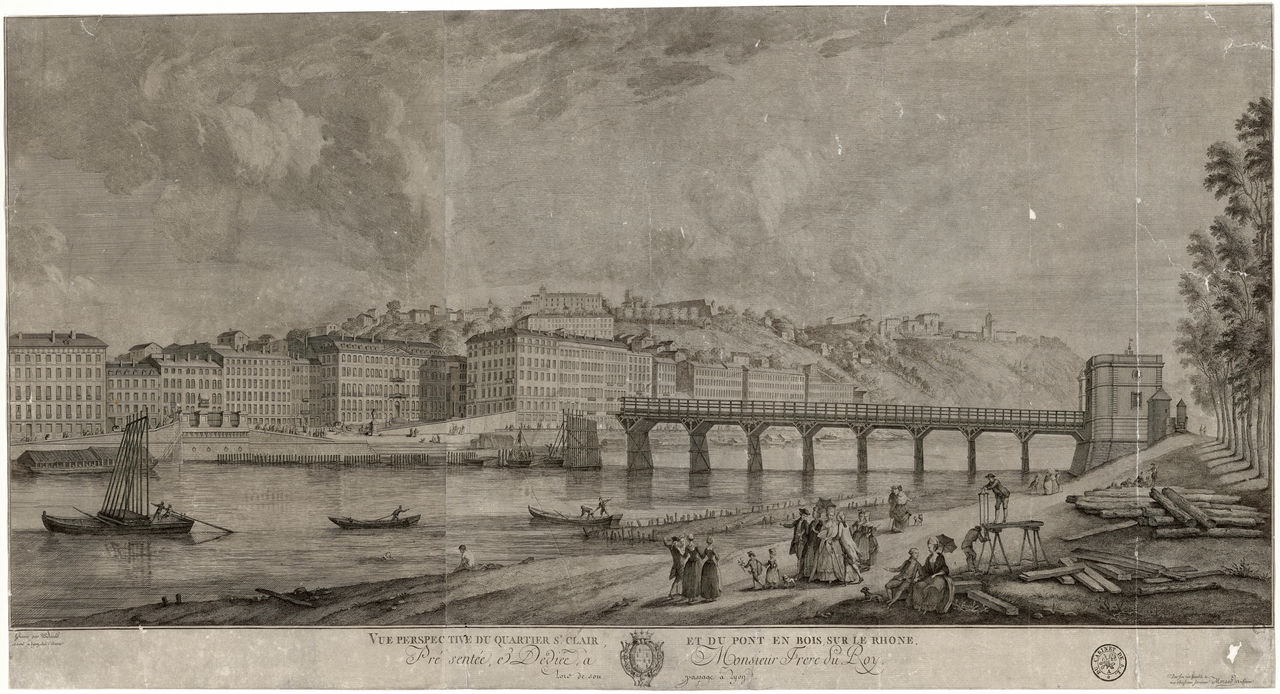
Vue perspective du quartier Saint-Clair de Lyon et du pont en bois sur le Rhône

On remarque également dans son Œuvre, une inspiration ainsi qu’une admiration certaine pour le château de Pierre-Scize, qu’il peint de nombreuses fois sous différents angles, point de vue, et avec des techniques variées. Ce sont, par la suite, deux de ses représentations du dit château qui deviendront ses œuvres les plus connues, grâce notamment au travail minutieux sur les détails de l’édifice. Ces peintures restent les représentations les plus exactes et proches chronologiquement aux anciens châteaux des Archevêques de Lyon, devenus plus tard des prisons d’État. Bidault apportera alors une trace des édifices architecturaux de la ville de Lyon de son temps.

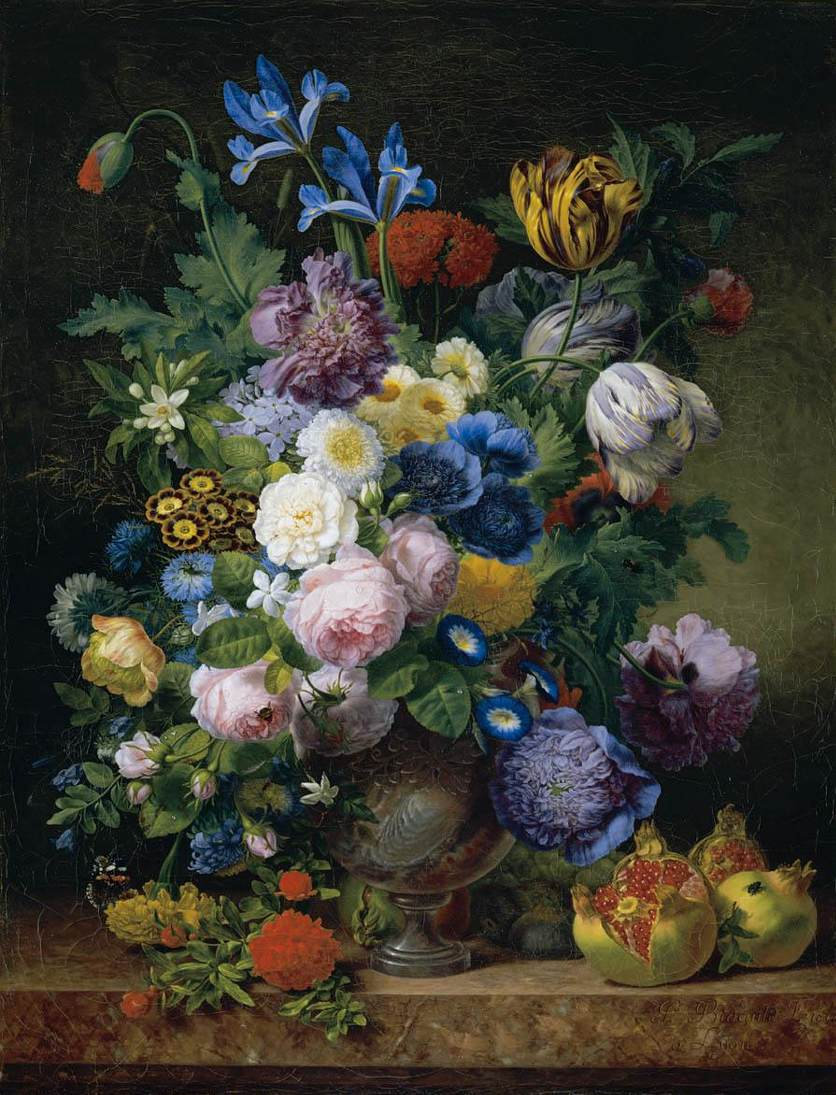
Nature morte, 1810, huile sur toile, 71×55, collection privée

De plus, ces œuvres architecturales mettent également en scène les changements et transformations de la ville liés au contexte politico-social (que le peintre expérimente lui-même à cette époque). Par exemple, avec Démolition des façades de Bellecour, le graveur lyonnais montre à travers ce dessin à l’encre de Chine inachevé les bouleversements de la Révolution française et ses impacts sur la ville de Lyon et son architecture.
- Démolition des façades de Bellecour (vue prise de la place de la Liberté), date : Révolution française
- Rives de la Saône au-dessous du Fort Saint Jean (au dos, description du tableau dans une lettre manuscrite - représentation du pont de Serin et du grenier d’abondance), date : seulement la date du contrat, le 9 janvier 2009.
- Façade des bâtiments de Mr. Rigod de Terrebasse du côté du Rhône (vue de la façade du côté de la Charité), date : 1772, lieu : quartier d’Ainay, Lyon.
- Vue de la Colline Saint Irénée et de la Chapelle de Saint Roch, de la Saône (carte postale), date : 4e quart du XVIIIe siècle.
- Commencement du Chemin des Etroits, pas de date de création ni de date de contrat.
- Vue de Pierre Scize, date : 1787, lieu : Château de Pierre-Scize.

## La famille Bidault

### Jean-Joseph-Xavier Bidault
Jean-Joseph-Xavier Bidault, né le 10 avril 1758 à Carpentras et mort le 20 octobre 1846 à Montmorency, est le frère cadet de Jean-Pierre-Xavier Bidault, plus connu que ce dernier. Il est considéré comme le père du paysage historique. 
Il suivit tout d’abord les conseils de son frère, puis les cours du portraitiste Rabillon à Paris en 1783. Il a été encouragé par Joseph Vernet et Fragonard et il est parti pour l’Italie où il resta de 1785 à 1790. Il participa au salon de Paris de 1791 à 1823 et obtint une médaille en 1812 et il devient par la suite membre l’Institut en 1823.
Ses paysages offrent de vastes perspectives et sont composés à la manière des paysages italiens du XVIIe siècle. Il est alors davantage spécialisé dans la peinture néo-classique que son frère sous l’Empire de Napoléon Bonaparte.

### Joseph-Pierre-Henri Bidault
Joseph-Pierre-Henri Bidault est né le 5 juillet 1760 à Carpentras, et est mort après 1812, il est l'orfèvre et sculpteur sur métal et sur bois. Il s'établit à Toulouse, d'où il réalisera la majeure partie de son travail.

### Marguerite-Rosalie dite Zélie Bidault
Marguerite-Rosalie, dite Zélie Bidault, peintre portraitiste et d'histoire née le 21 frimaire an VII (1798) et morte le 2 février 1876 à Lyon, est l'enfant la plus connue de Jean-Pierre-Xavier Bidault. Elle est l’élève de Girodet (1767-1824), un peintre d’histoire, de compositions mythologiques et de portraits. Dès 1817, elle orthographie son nom de famille Bidauld. Son portrait Judith, conservé au musée de Carpentras, fut exposé à Paris en 1827, à Toulouse en 1829 et à Lyon en 1836. 
Elle épouse le 20 mai 1827 le chimiste Jean-Baptiste Guimet, né le 20 juillet 1795 à Voiron, en Isère, fils de Jean Guimet (architecte et ingénieur des ponts et chaussées). Sorti diplômé de l’école polytechnique en 1816, il est admis dès l’année suivante au service des poudres et salpêtres de l’arsenal de Paris. Après divers postes, il est nommé en 1825 commissaire adjoint en poudre de Toulouse. Il fait donc partie d’une grande famille ayant marqué la période de la première révolution industrielle. Il est le créateur du bleu outremer artificiel dit « bleu Guimet ». 
Leur fils Émile-Étienne Guimet sera également peintre et créera le musée Guimet où certaines œuvres de sa mère sont conservées.

### Émile Etienne Bidault
Émile Étienne Bidault, est né le 18 mai 1835 à Avallon (Yonne) et est mort le 24 mai 1896 dans la même ville. Il est un peintre de portraits, de paysages et aquarelliste. En 1854, il entre à l’École des beaux-arts de Paris où il fut élève de Gleyre et de Justin Ouvrié.

### Henri Bidault
Henri Bidauld est le petit-fils de Jean-Pierre-Xavier Bidault, il est né le 21 février 1839 à Sainte-Colombe-des-Bois (Nièvre), et est mort le 5 septembre 1898 à Rossillon (Ain). Il a été un paysagiste distingué de style réaliste à la manière de Jean-François Millet, pour son travail, il obtient une médaille en 1890 avec Le Cours du Lignon et Une matinée dans la Loire. Il fait des études de sculpture, puis de peinture à Paris, puis à Rome où il séjourne 2 ans. Avant de s'installer définitivement Roussillon en 1868, il séjournera un temps à Paris. Il débutera en 1865 au Salon de Lyon comme son grand-père, puis il exposera au Salon de Paris par la suite. 